# Шрейбер, Андрей Константинович
Андре́й Константи́нович Шре́йбер (род. 12 декабря 1921, Чита, РСФСР) — советский и российский учёный и инженер-строитель, специалист в области организации, управления и экономики строительства, доктор технических наук, профессор, почётный член РААСН, академик РИА и МИА, лауреат премии Совета Министров СССР, заслуженный деятель науки Российской Федерации, заслуженный строитель РСФСР, почётный строитель Москвы, ветеран Великой Отечественной войны.
Внёс вклад в строительство капитальных объектов при подготовке к Олимпиаде-80. Под его руководством был возведён ряд уникальных и экспериментальных объектов на территории СССР, а также Монгольской Народной Республики, Венгрии, Германской Демократической Республики.

## Биография
Родился 12 декабря 1921 года в Чите.
В 1941 году окончил школу мастеров стахановских методов труда и работал в качестве мастера и прораба в Особой строительно-монтажной части (ОСМЧ) «Уралмашстрой» в г. Нижний Тагил на строительстве танкового завода по выпуску танков Т-34.
В 1943 году был командирован на учёбу в Московский инженерно-строительный институт им. В. В. Куйбышева (МИСИ).

### Профессиональная деятельность
В 1949 году, после окончания факультета промышленного и гражданского строительства МИСИ им. В. В. Куйбышева, направлен на строительство Череповецкого металлургического комбината. Работал в должности старшего производителя работ, главного инженера строительного управления «Жилгражданстрой», осуществлял застройку новых кварталов г. Череповца. В должности начальника строительного управления «Промстрой-1» руководил строительством промышленных объектов.
В 1952 году был назначен начальником Управления строительства «Тулпромстрой», где руководил строительством завода по производству фитингов, реконструкцией Косогорского и Новотульского металлургических заводов, застройкой жилых кварталов в г. Тула и строительством ряда объектов специального назначения.
С 1975 года в течение 11 лет работал в должности заместителя начальника Главного управления по жилищному и гражданскому строительству в г. Москве (Главмосстрой), осуществлял руководство научно-исследовательскими, проектно-конструкторскими и технологическими организациями, входящими в состав Главмосстроя, участвовал в выполнении исследований, направленных на совершенствование организационных форм и методов управления московским строительством.
Руководил строительством и реконструкцией ряда уникальных и экспериментальных объектов, среди которых:
- конькобежная дорожка с искусственным покрытием, неразрезная, на скользящем графитовом слое;
- передвижка дома № 18 по ул. Горького, усадьбы XVIII века на ул. Люсиновской, сценической части МХАТа им. А. П. Чехова, воротного строения церкви мученика Иоанна Воина на ул. Большая Якиманка[1];
- реконструкция Колонного зала Дома Союзов;
- реконструкция Октябрьской площади с застройкой многоэтажными домами;
- экспериментальные жилые дома в кварталах 45 Тропарёво и Новые Черёмушки[1];
- гостиница «Салют»;
- дом Правительства РСФСР и др.

Руководил строительством ряда уникальных объектов Олимпиады-80.
Осуществлял руководство строительством жилых домов, объектов соцкультбыта и уникальных зданий в городах Улан-Батор, Эрденет (Монгольская Народная Республика), городах Тында, Нижневартовск, Ташкент.

### Научно-педагогическая деятельность
В 1959 году защитил кандидатскую диссертацию. Результаты исследований внедрены на строительстве Бухтарминской, Братской, Андижанской плотин, при возведении биологической защиты атомного реактора на Билибинской АЭС, а также при изготовлении сборных элементов для жилищного строительства в городах Москве и Ереване. По результатам внедрения разработаны практические рекомендации и нормативы, включенные в СНиП III-В.2-62 «Бетонные и железобетонные конструкции. Специальные правила производства и приёмки работ». Полученные результаты легли в основу докторской диссертации, которая была защищена в 1969 году.
В 1970 году присвоено учёное звание профессора.
В течение 12 лет (1963—1975 гг.) заведовал кафедрой экономики и организации строительства МИСИ им. В. В. Куйбышева, был деканом вновь созданного инженерно-экономического факультета. Одновременно осуществлял научное руководство Научно-исследовательским институтом организации и управления в строительстве (НИИОУС).
Под научным руководством А. К. Шрейбера 32 аспиранта защитили кандидатские диссертации, 5 человек из числа учеников А. К. Шрейбера защитили докторские диссертации. Таким образом, создана научная школа по организационно-технологическим проблемам строительства.
По состоянию на 2021 год работает в должности советника Московского государственного строительного университета, продолжает тесно сотрудничать с московскими строительными организациями, является членом Совета ветеранов строителей Москвы.

## Публикации
Является автором более 200 научных трудов, в том числе 12 монографий, учебников и учебных пособий.
Под общей редакцией А. К. Шрейбера изданы:
- учебник для строительных ВУЗов «Организация и планирование строительного производства» (Высшая школа, 1987)[2];
- энциклопедия «Строительное производство» (Стройиздат, 1995)[3][4].

## Награды и звания
За многолетнюю производственную и научно-педагогическую деятельность награждён орденами и медалями СССР и Российской Федерации.

### Ордена, медали и почетные звания СССР, РСФСР и РФ
Ордена:
- Орден Трудового Красного Знамени (1979);
- Орден Почета (2006).

Медали:
- Медаль «За трудовую доблесть». В ознаменование 100-летия со дня рождения Владимира Ильича Ленина (1970);
- Медаль «Ветеран труда» (1984);
- Медаль «За доблестный труд в Великой Отечественной войне 1941—1945 гг.» (1991);
- Медаль «За строительство Байкало-Амурской магистрали» (1995);
- Медаль «В память 850-летия Москвы» (1997);
- Юбилейная медаль «50 лет Победы в Великой Отечественной войне 1941—1945 гг.»;
- Юбилейная медаль «60 лет Победы в Великой Отечественной войне 1941—1945 гг.»;
- Юбилейная медаль «65 лет Победы в Великой Отечественной войне 1941—1945 гг.»;
- Юбилейная медаль «70 лет Победы в Великой Отечественной войне 1941—1945 гг.»;
- Юбилейная медаль «75 лет Победы в Великой Отечественной войне 1941—1945 гг.».

Звания:
- Лауреат премии Совета Министров СССР (1982);
- Заслуженный строитель РСФСР (1982);
- Заслуженный деятель науки РФ (1998)[6];
- Почетный строитель Москвы (2007).

Грамоты:
- Почётная грамота Президента Российской Федерации (2013).

Звания российских и зарубежных академий и университетов:
- Академик Международной инженерной академии (МИА);
- Академик Российской инженерной академии (РИА);
- Академик Международной академии инвестиций и экономики строительства;
- Академик Петровской академии наук и искусств;
- Почётный академик Российской академии архитектуры и строительных наук[7];
- Почётный доктор Московского государственного строительного университета;
- Почетный доктор Вильнюсского технического университета им. Гедиминуса.